# العذراء تنتحر
فيلم العذراء تنتحر هي رواية كتبها الكاتب الأمريكي جيفري يوجينيدس في عام 1993 وهي روايته الأولى، التي نُشرت عام 1993، ولاقت نجاحًا باهرًا، إذ بيع منها أكثر من نصف مليون نسخة وتُرجمت إلى أكثر من 15 لغة، وتحولت إلى فيلم سينمائي.
القصة خيالية تحدث في (جروس بوينت) ميشيغان خلال عام 1970، تركز على حياة خمس شقيقات من عائلة لشبونة. كتبت الرواية لأول مرة بصيغة الجمع من وجهة نظر مجموعة مجهولة من الفتيان المراهقين الذين يكافحون لإيجاد تفسير لوفيات عائلة لشبونة.
ظهر الفصل الأول من الكتاب في مجلة The Paris Review عام 1990، وفاز بجائزة Aga Khan لعام 1991. قال يوجينيدس لمجلة 3 صباحا: «أعتقد أنه لو لم يكن اسمي يوجنيدس، لما كان الناس يطلقون على الراوي جوقة يونانية». تم تعديل الرواية لتحول إلى فيلم عام 1999 للمخرجة صوفيا كوبولا.
| الرواية     | العذراء تنتحر              |
| ----------- | -------------------------- |
| المؤلف      | جيفري يوجينيدس             |
| البلد       | الولايات المتحدة الأمريكية |
| اللغة       | لغة إنجليزية               |
| الناشر      | فارار وستراوس وجيرو        |
| تاريخ النشر | 1993                       |
| عدد الصفحات | 249                        |

## ملخص الحبكة
القصة تروي سيرة عائلة يونانية مهاجرة، وهي تعتبر متعلقة بالسيرة الذاتية للمؤلف نفسه، لكن على نحو مختلق. فالمؤلف الذي ينحدر من عائلة يونانية مهاجرة، أعار تاريخ ميلاده (1960) إلى بطل روايته، إلا أن: معظم القصة مختلقة وخيالية.
عندما تصل سيارة الإسعاف إلى جثة ماري لشبونة، يتذكر مجموعة من الفتيان المجهولين من نفس الحى الأحداث التي أدت إلى وفاتها.
اللشبونيون هم عائلة كاثوليكية تعيش في ضاحية غروس بوينت بولاية ميشيغان خلال السبعينيات. الأب رونالد، هو مدرس رياضيات في المدرسة الثانوية المحلية. والأم هي ربة منزل. تضم العائلة خمس بنات: سيسيليا البالغة من العمر 13 عامًا، ولوكس البالغة من العمر 14 عامًا، وبوني البالغة من العمر 15 عامًا، وماري البالغة من العمر 16 عامًا، وتيريز البالغة من العمر 17 عامًا.

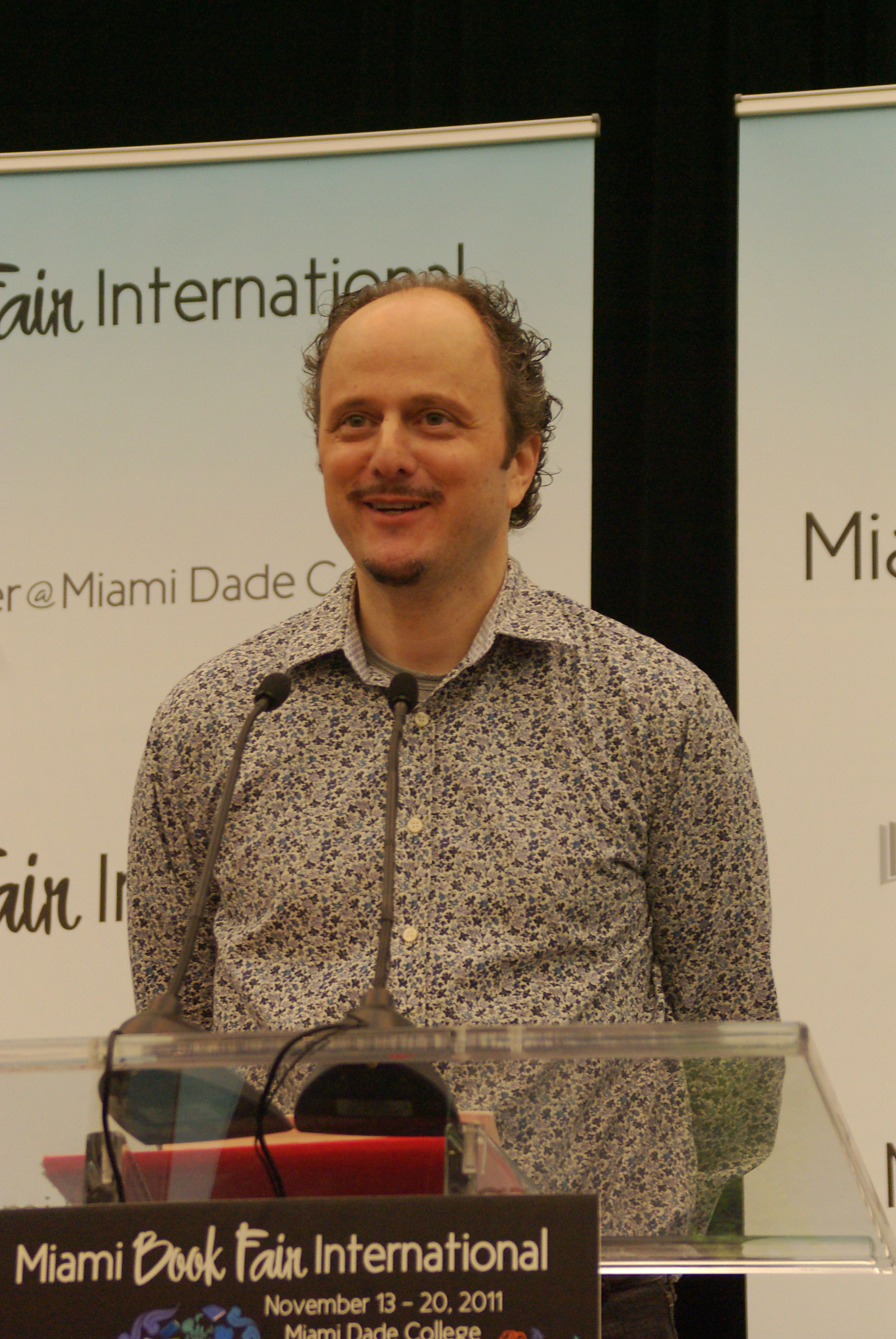
كاتب الرواية: جيفري يوجينيدس

دون سابق إنذار، تُحاول سيسيليا الانتحار من خلال شق معصميها في حوض الاستحمام لكن وُجدت في الوقت المناسب وظلت قيد الحياة. بعد بضعة أسابيع، يسمح آباء الفتيات بإقامة حفلة في منزلهم تحت أشرفهم على أمل إسعاد سيسيليا. وبالرغم من ذلك، تعزل سيسيليا نفسها من الحفلة، وتذهب إلى الطابق العلوي، وتقفز من نافذة غرفة نومها فتقع على السور وتطعن من سهامه وماتت على الفور تقريبًا.
يبدأ الأب والأم بمراقبة بناتهم الأربع المتبقيات عن كثب وهذا يؤدى إلى عزلة الأسرة عن مجتمعهم. كما أن موت سيسيليا يزيد من غموض شقيقات لشبونة لأبناء الحي، الذين يتوقون إلى مزيد من المعرفة عن حياة الفتيات.
عندما تبدأ المدرسة في الخريف، تبدأ لوكس رومانسية سرّية مع الفتى المحبوب تريب فوانتين. تفاوض تريب مع السيد والسيدة لشبون من أجل لوكس التي تحظي بالحماية الزائدة لتذهب معه للرقص في الحفلة، وافقوا الآباء بشرط أن يجد رفقاء للأخوات الثلاث الأخريات. وبعد الفوز بالملك والملكة في الحفل، تقنع تريب لوكس بترك الحفلة لممارسة الجنس في ملعب كرة القدم في المدرسة. بعد ذلك، يترك تريب لوكس وهي نائمة ويفوتها وقت حظر التجول. نتيجة لذلك، تخرج السيدة لشبونة الفتيات من المدرسة وتبقيهن في المنزل. كما يأخذ السيد لشبونة إجازة من وظيفته التدريسية، بحيث يمكن للعائلة أن تكون معاً طوال الوقت.
وخلال فصل الشتاء، شُوهدت لوكس وهي تمارس الجنس على سطح سكن عائلة لشبونة مع رجال مجهولين ليلاً. يراقب المجتمع تدهور حياة عائلة لشبونة، لكن لا أحد يتدخل. بعد أشهر من الحبس، تتواصل الأخوات مع الفتيان عبر الشارع باستخدام إشارات ضوئية وإرسال ملاحظات مجهولة الهوية. وقرر الأولاد الاتصال بفتيات لشبونة والتواصل عن طريق تشغيل أشياء مسجلة عبر الهاتف من أجل المشاركة والتعبير عن مشاعرهم للفتيات.
وأخيراً، ترسل الفتيات رسالة إلى الأولاد للقدوم في منتصف الليل، مما يدفع الفتيان إلى الاعتقاد بأنهم سيساعدون الفتيات على الهروب. ويقابلون لوكس الذي كان بمفرده، تدعوهم في الداخل وتطلب منهم الانتظار لأخواتها عندما تذهب لبدء السيارة. عندما ينتظر الفتيان، قرروا اكتشاف المنزل. في الطابق السفلي يكتشفون بوني معلقة في حبل مربوط بعوارض السقف.ارتعبوا وبدؤا يفرون.
في الصباح، تأتي السلطات لجثث الموتى، حيث كانت الفتيات على ما يبدو قد أبرمت اتفاقية انتحارية: بوني شنقت نفسها، وتريز التي تناولت أقراصاً بجرعة كبيرة من حبوب النوم، وتوفيت لوكس بسبب التسمم بغاز أول أكسيد الكربون بعد أن قامت بإغلاق نفسها في المرآب مع تشغيل السيارة. حاولت ماري الانتحار عن طريق وضع رأسها في فرن الغاز، لكنها فشلت. تعيش لمدة شهر آخر، قبل أن تنتهي حياتها بأخذ جرعة زائدة من الحبوب المنومة. يستمر الكبار في المجتمع وكأن شيئًا لم يحدث. تلاحظ الكاتبة الصحفية المحلية ليندا بيرل أن حالات الانتحار تأتي بعد عام واحد من المحاولة الأولى لسيسيليا وتصف الفتيات بأنهن مخلوقات مأساوية تنقطع عن الحياة، وأن الموت لم يكن تغييرًا كبيرًا لهم.
بعد الجنازات، غادر السيد والسيدة لشبونه الضاحية للأبد. يباع بيت لشبونة لزوجين شابين من منطقة بوسطن. يتم رمي أو بيع كل الأثاث والممتلكات الشخصية لعائلة لشبونة في مزاد. الرواة بحثوا في النفاية لجمع التذكارات.
وفي وقت لاحق، الرجال في منتصف العمر مع العائلات شعروا بالأسف على حالات الانتحار هذه كأفعال أنانية والتي لم يتمكنوا من التعافي عاطفيا منها. تغلق الرواية مع الرجال الذين اعترفوا بأنهم أحبوا الفتيات، لكنهم لم ولن يعرفوا أبداً دوافع الانتحار.

## تعديل الفيلم
المقالة الرئيسية: (The Virgin Suicides (film
كتبت صوفيا كوبولا السيناريو وقامت بإخراجه، مدته 97 دقيقة، تم تصويره في صيف عام 1998، وتم إصداره في 19 مايو 1999 في مهرجان كان السينمائي. ثم افتتح في 21 أبريل 2000 في نيويورك وسان فرانسيسكو ولوس أنجلوس. قام ببطولته كل من كيرستين دانست وجيمس وودز وكاثلين ترنر وجوش هارتنت. الفيلم مطابق للرواية، فقد تم أخذ الكثير من الحوار والسرد حرفيا من مصدره. تلقى الفيلم مراجعات إيجابية وتم تصنيفه R لموضوعيته فيما يخص المراهقين.
الفرقة الفرنسية أير قامت بعمل موسيقى للفيلم بعنوان The Virgin Suicides.

## وصلات خارجية
```
Quotations related to The Virgin Suicides at Wikiquote
```